# Благо из Борова
Благо из Борова (буг. Боровско съкровище) јесте археолошки налаз оставе која садржи пет предмета трачке културе откривен 1974. у Борову, Бугарска.
Откриће је направљено приликом орања њиве лоциране око 2 километра од села Борово, Русе. Плуг је озбиљно оштетио предметима, али након обимних рестаураторских радова, оштећења су скоро невидљива.
Непознато је разлог зашто је благо закопано баш на том месту, јер није пронађен било какав тумул у близини.
Благо из Борова је изложено у Историјском музеју у граду Русе.
Благо садржи столни комплет од пет сребрених позлаћених предмета:
- Три ритона различите величине и са различитом основом. Највећи ритон приказује лик сфинге и носи натпис: „[Припада] Котису из [града] Беоса.“, као и име занатлије Етбеос.[6] Други има фигуру коња, а трећи, најмањи, има бика. Све фигуре су приказане до пола.
- Велика здела са две дршке: Овај предмет је украшен рељефом јелена кога је напао грифон.[5]
- Један бокал приказује ликове богова на гозби, сцене које приказују митолошке циклусе, са ликовима Диониса и Херакла, сатира, сфинги и других митских бића.[4]

Натпис на сфинги указује на то да је благо можда било поклон локалном гетском владару од краља Котиса I (382-359 пне), који је владао у Одришком краљевству од 383. до 359. п. н. е..[6] Из тог разлога се сматра да је благо из раног до средине IV века ПХ.